# Храм Трёх Всадников
Церковь Трёх Всадников — церковь XII—XIV веков в пещерном городе Эски-Кермен в Крыму. Церковь находится на юго-восточном склоне плато Эски-Кермен, в балке Джан-Газы. Входит в комплекс объекта культурного наследия федерального значения.

## История
Датируется XII веком или стыком XІІ и XIII веков. Высечена эта церковь в огромной глыбе, имеет два входа и одно окно. Сохранилась надпись на греческом языке: «Вырублена церковь и написаны святые мученики Христовы для спасения души и отпущения грехов».

## Название

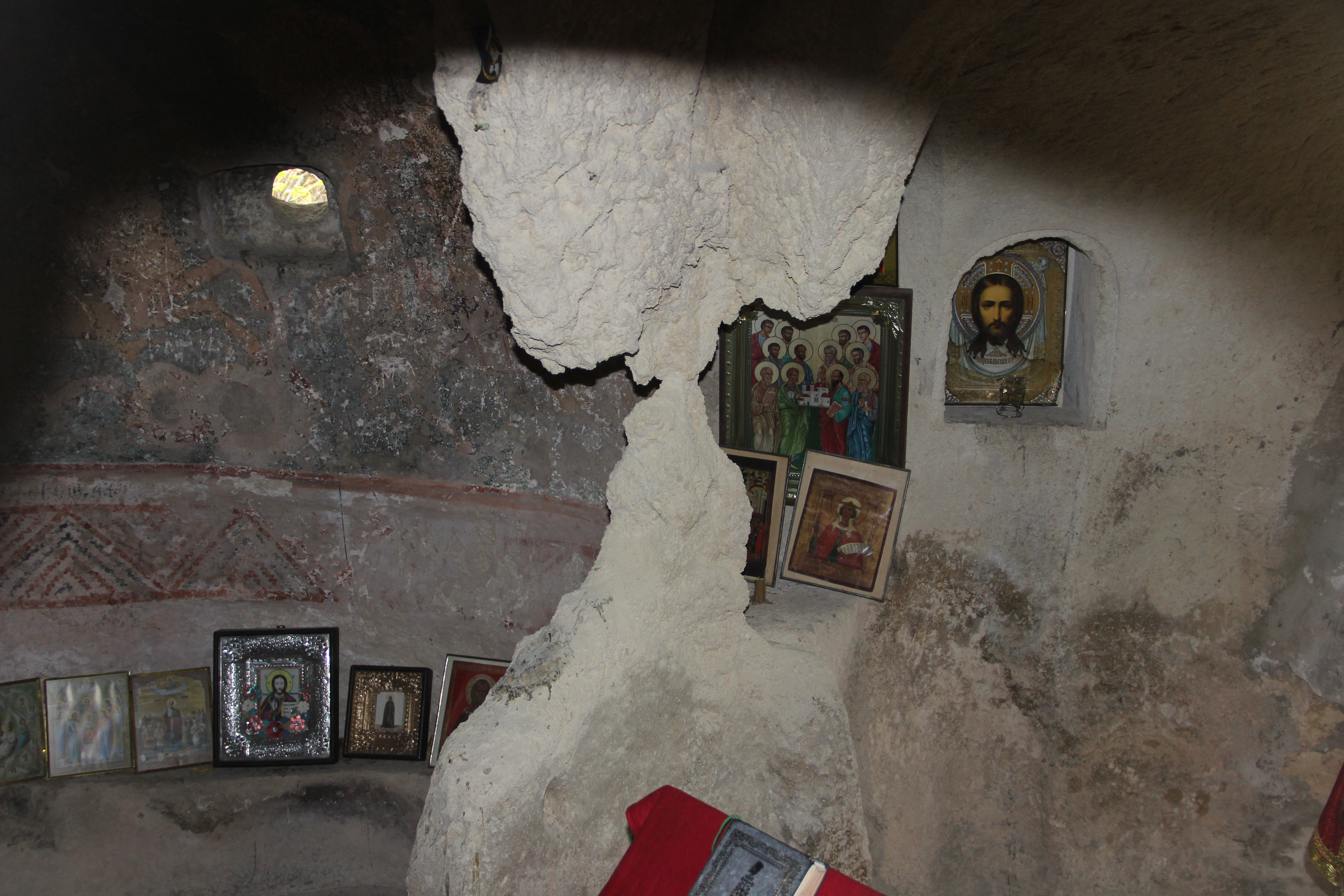
Интерьер храма

Названа по остаткам фресковой росписи на стене церкви в виде трёх всадников.
Средний всадник скорее всего Георгий Победоносец, который пробивает копьём распластанного на земле змея-дракона. Существуют версии, что на изображении святой Фёдор Стратилат или святой Дмитрий Солунский.
В скальной стене церкви вырублена ниша-алтарь, а на полу — ниши для двух захоронений.
Выше над церковью Трёх всадников в скале вырублена Успенская церковь (XIII век), в которой обнаружены остатки настенной фресковой росписи Успения Пресвятой Богородицы.

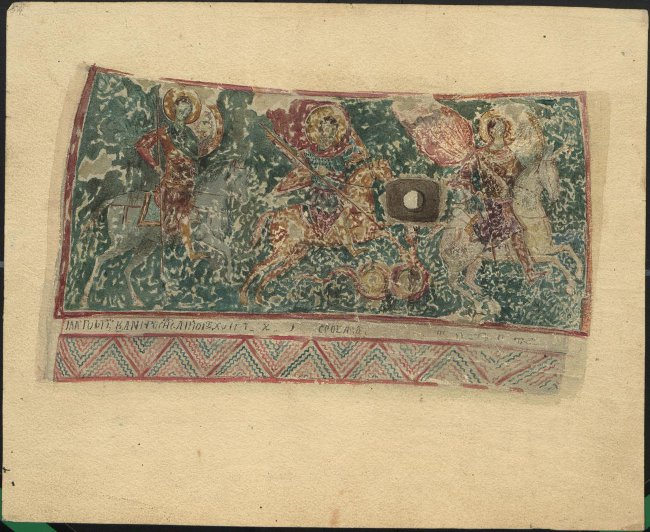
Вебель, М. Б.. Фресковая роспись храма «Трех всадников». 1853 г.

## Охранный статус
В Российской Федерации является частью объекта культурного наследия федерального значения «Руины пещерного города „Эски-Кермен“»  Объект культурного наследия народов РФ федерального значения. Рег. № 911520359900006 (ЕГРОКН). Объект № 8232091011 (БД Викигида)